# Kunst im öffentlichen Raum in Menden (Sauerland)
Kunst im öffentlichen Raum in Menden (Sauerland) umfasst öffentlich zugängliche Plastiken, Skulpturen, Brunnen, Wandmalereien, Mosaike und Graffiti im Gebiet der Stadt Menden (Sauerland). Die nachstehende Liste von Kunstwerken im öffentlichen Raum ist nicht vollständig. Sie wird kontinuierlich ergänzt.

## Liste
| Bild           | Titel/Bezeichnung            | Standort                                   | Künstler           | Entstehung        | Anmerkungen |
| -------------- | ---------------------------- | ------------------------------------------ | ------------------ | ----------------- | --- |
|                | Die Sinnende                 | Marktplatz vor der St.-Vincenz-Kirche Lage | Wilhelm Hausmann   | 1942              | Aktfigur aus Bronzehohlguss, die 2012 auf eine Bank platziert wurde |
|                | Don Quichote                 | Neues Rathaus Lage                         | Wilhelm Hausmann   | 1953              | Mosaik, das ursprünglich am inzwischen abgerissenen Gebäude der ehemaligen Regenbogenschule angebracht war                                                                                |
|                | Herbstmann                   | Hauptstraße 13 Lage                        | Thomas Duttenhöfer | 1985              | Skulptur aus Gusseisen |
|                | Geschwungene Linie           | Kleine Hönneinsel Lage                     | Werner Pokorny     | 1987              | 700 × 320 × 340 cm große abstrakte Plastik aus Cortenstahl, die im Rahmen der Kunstaktion „Bildhauer in Menden“ entstanden ist                                                            |
|                | Kirmespferd (Kirmesdenkmal)  | Beim Alten Rathaus Lage                    |                    | 2009 (Einweihung) | Das 300 kg schwere Karussellpferd aus Bronze ist ein Geschenk von Schaustellern und wurde zu Ehren der Mendener Kirmestradition aufgestellt.                                              |
|                | Langohrbrunnen               | Rathaus/Hochzeitshäuschen Lage             | Ulrich Langohr     |                   | Edelstahlbrunnen |
|                | Wandrelief mit Wasserspender | Neues Rathaus, Innenhof Lage               | Werner Pahlen      |                   | Steinrelief mit Brunnen |
|                | Stadtbrunnen                 | Marktplatz Lage                            | Wilhelm Hausmann   | 1967              | Bronzeplastik |
|                | Putte mit Fisch              | Obere Promenade Lage                       | Wilhelm Hausmann   | 1972              | Steinplastik |
|                | Glasskulptur                 | Neues Rathaus Lage                         | Tim Ulrich         | 1991              | Skulptur aus 24 geschichteten Glasplatten |
|                | Geschichtssäule              | Kirchplatz Lage                            |                    | 1992              | Metallsäule mit Darstellung der Geschichte von 811 bis in die Gegenwart |
|                | Mauerfall-Denkmal            | Iserlohner Landstraße 89 Lage              | Dariusz Kowalski   | 1991              | Mit einer Bronzeskulptur kombiniertes originales Betonstück der Berliner Mauer |
|                | Freundschaftsbaum            | Marœuiler Platz Lage                       | Heribert Prause    | 2003 (Einweihung) | Skulptur, die mit ihrer Gestaltung die feste Verbindung zwischen den Partnergemeinden Bösperde und Marœuil symbolisieren soll                                                             |
| weitere Bilder | Rittershaus-Denkmal          | Bertingloh Lage                            | Jürgen Ebert       | 2013              | Lebensgroße Bronzeskulptur zur Erinnerung an Friedrich Emil Rittershaus, den Dichter des Westfalenliedes.                                                                                 |
| weitere Bilder | Mädchen mit Kranz            | Gut Rödinghausen Lage                      | Karl Cauer         | 1880              | Annähernd lebensgroße Marmorskulptur |
| weitere Bilder | Wasser im Kreislauf          | Oberrödinghauser Hammer Lage               | Heribert Prause    | 1990              | Der Rohrbrunnen stand ursprünglich als Symbol für die Papierherstellung vor einer Papierfabrik. Nach umfangreicher Restaurierung wurde er 2022 auf dem Hammerteich installiert.           |
| weitere Bilder | Antrieb und Schwung          | Lendringser Platz Lage                     | Heribert Prause    | 2018              | Die 3,10 Meter hohe und rund 220 Kilogramm schwere Säule aus rostfreiem Stahl ist durch zwei Kugellager beweglich und soll symbolisieren, dass in Lendringsen „kein Stillstand herrscht“. |